# Cyklokoptéra

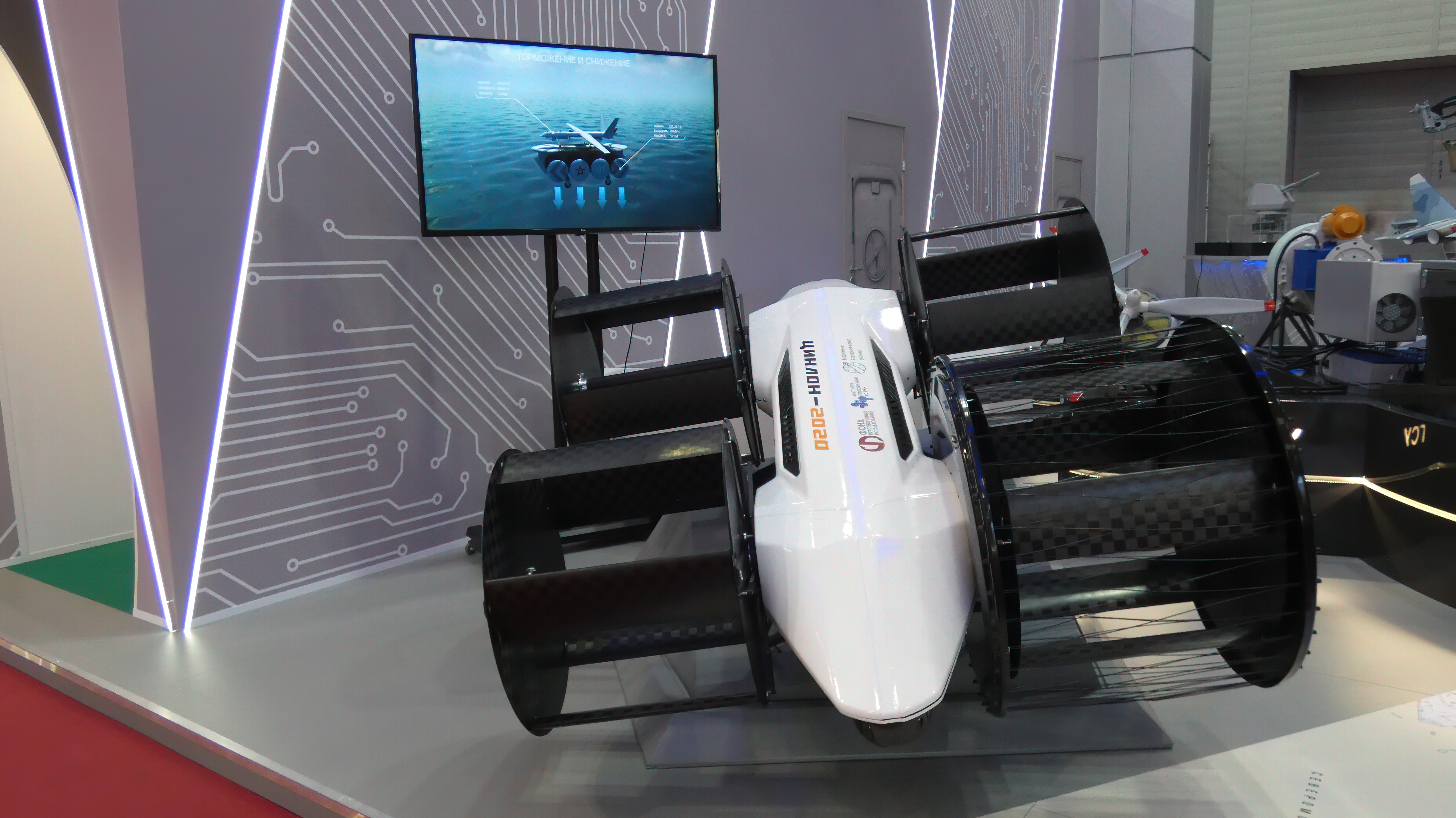
"Cyklón-2020"

Koncept cyklokoptéry

Animace pohybu rotorových listů cyklokoptéry

Cyklokoptéra (anglicky cyclocopter nebo cyclogyro) je koncept letadla podobného vrtulníku, které na rozdíl od něj používá cykloidní rotory sestávající ze dvou či více listů rotujících kolem horizontální osy. Tyto rotory zajišťují jak vztlak, tak i tah. Cyklokoptéra dokáže svisle vzlétnout a přistát (VTOL) nebo viset ve vzduchu podobně jako helikoptéra. Při visu opisují listy kružnici, při dopředném či zpátečném letu cykloidu (při uspořádání rotorů jako na obrázku vpravo). Cyklokoptéra má vysokou manévrovatelnost.
Cyklokoptéry by neměly být zaměňovány za neúspěšná letadla s Flettnerovými rotory, která měla jinou aerodynamiku. Používala válcová křídla, která měla zajistit využití Magnusova jevu.